# La Repentie
La Repentie è un film del 2002 scritto e diretto da Laetitia Masson, adattamento cinematografico dell'omonimo romanzo di Didier Daeninckx, con protagonista Isabelle Adjani.